# José María Morales (militar)
José María Morales fue un militar y legislador argentino de raíces africanas que luchó en las guerras civiles argentinas y en la Guerra de la Triple Alianza.

## Biografía
José María Morales nació en la ciudad de Buenos Aires, Argentina el 14 de agosto de 1818, hijo de un militar patriota y combatiente en las Invasiones Inglesas. Siguió también la carrera de las armas y formó parte de las tropas de Manuel Oribe hasta que a los 20 años emigró a Montevideo.
El 2 de julio de 1839 ingresó a la Legión Libertadora que a las órdenes de Juan Lavalle partió a la isla Martín García. En la campaña que siguió, Morales combatió en las batallas de Yeruá, Don Cristóbal y Sauce Grande.
Tomó parte en el posterior avance sobre Buenos Aires y en el repliegue al norte. Combatió en la batalla de Quebracho Herrado, en San Cala y Famaillá.
En 1843, regresó a Montevideo sumándose a la Legión Argentina en la defensa de esa plaza sitiada por las fuerzas de la Confederación y Oribe. Se batió en la salida general hasta Las Tres Cruces en el Buceo, en el Cerro y en otras acciones.
Al disolverse la Legión marchó a la provincia de Corrientes a incorporarse al ejército al mando del general José María Paz. Permaneció allí hasta 1850. Adhirió al pronunciamiento de Urquiza y combatió en la batalla de Caseros.
De regreso en su ciudad natal, participó en la revolución del 11 de septiembre de 1852 contra las autoridades nacionales luchando en el batallón al mando del coronel Domingo Sosa. Fue gravemente herido durante el sitio de Buenos Aires por Hilario Lagos, por lo que pasó al Cuerpo de Inválidos con el grado de sargento mayor.
Al reiniciarse la guerra entre la Confederación Argentina y el Estado de Buenos Aires luchó con valor en la batalla de Cepeda (1859) encabezando una carga a bayoneta y al regresar a Buenos Aires con la escuadra al mando de Antonio Susini estuvo presente en la Acción naval de San Nicolás de los Arroyos (1859). Combatió finalmente en la batalla de Pavón (1861) que, más allá de su resultado, daría fin al conflicto.
Entre campañas, se desempeñó como hojalatero para mantener a su familia.
Iniciada la guerra del Paraguay en 1865 y al mando del 2.º batallón del Regimiento N°3, Morales luchó en las batallas de Yatay, Uruguayana, Paso de la Patria, Itapirú y Estero Bellaco. Héroe en Tuyutí, luchó en Boquerón, Curupaytí, Humaitá, Lomas Valentinas y Angostura.
En noviembre de 1868 fue promovido a coronel graduado. Finalizada la guerra, en 1870 fue nombrado subinspector de Milicias de la Frontera Sur de la provincia de Buenos Aires y como tal contribuyó a sofocar la sublevación de indios de Sierra Chica y Tapalqué.
Se desempeñó luego como interventor en Las Flores y Azul (Buenos Aires). En 1871 fue elegido diputado ante la Legislatura provincial y formó parte de la comisión reformadora de la constitución de Buenos Aires.
Durante la revolución de 1874 se desempeñó como jefe de Estado Mayor del "Ejército Constitucional" del general Ignacio Rivas. Asistió a la batalla de La Verde y se encontró entre los que capitularon en Junín (Buenos Aires), dándosele de baja en el ejército.

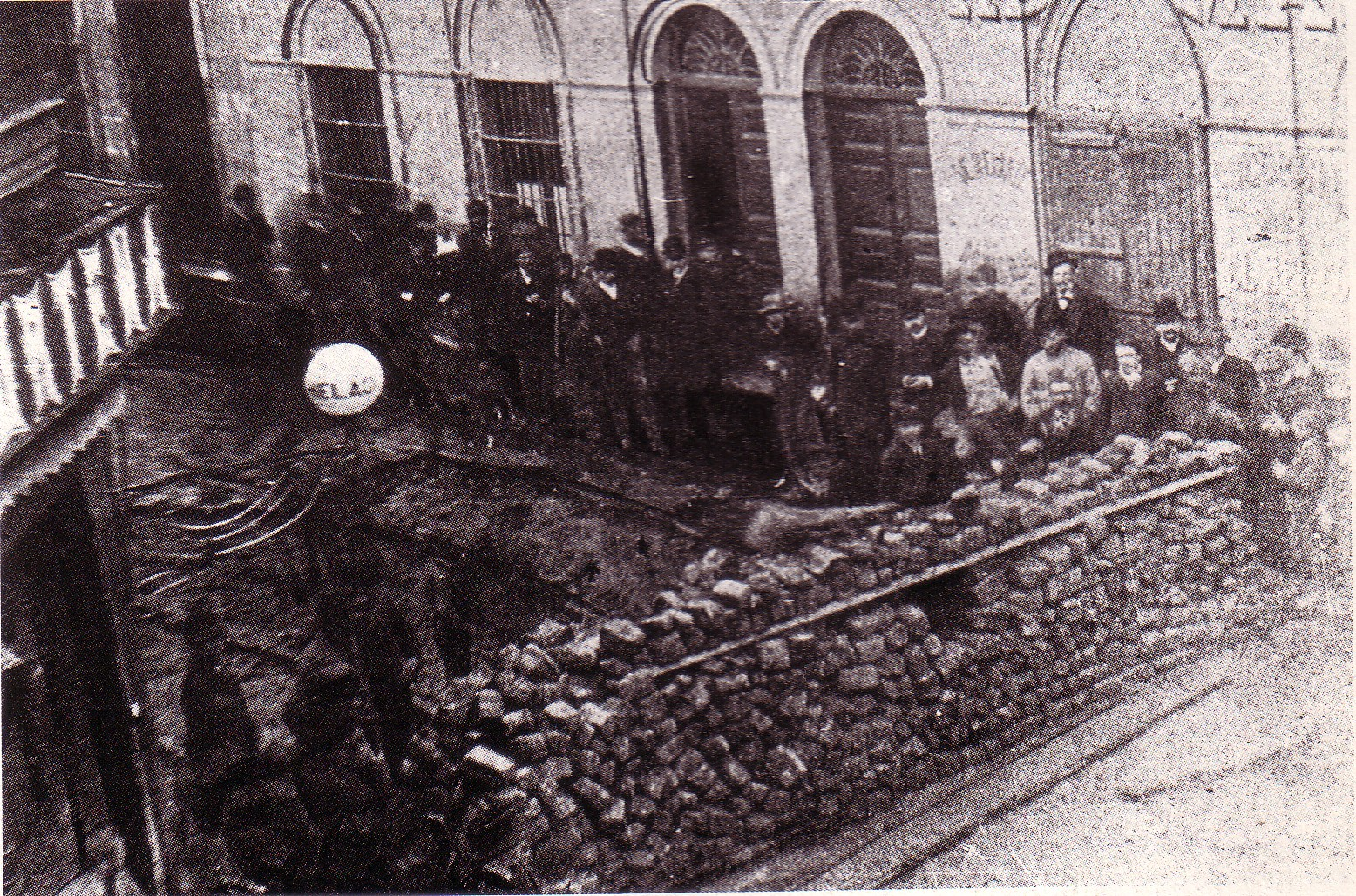
Barricada revolucionaria protegiendo el Parque de Artillería (1890).

En la revolución de 1880 formó nuevamente en las filas revolucionarias, al frente de los batallones de voluntarios Sosa y Mitre actuando como comandante de la Circunscripción Sur de la defensa de la ciudad. Intervino en la Batalla de Puente Alsina y en la Batalla de los Corrales Viejos.
Volvió a las armas en la revolución de 1890 siendo jefe de las fuerzas que guarecieron el parque de artillería hasta la capitulación.
Entre enero de 1891 y agosto de 1893 administró la penitenciaria nacional. Falleció en Buenos Aires el 23 de octubre de 1894, en los últimos meses de la presidencia de Luis Sáenz Peña. Sus restos fueron inhumados en el Cementerio de la Recoleta. En una impresionante ceremonia, escoltada en formación por el Batallón N° 10 de línea al mando del teniente coronel Toscano, estuvieron presentes entre otros los ministros Manuel Quintana, Eduardo Costa, José A. Terry y el general Luis María Campos, los tenientes generales Bartolomé Mitre y Nicolás Levalle, los generales José Miguel Arredondo, Viedma, José Inocencio Arias, Antonio Dónovan, los coroneles José María Fernández, Pérez, Francisco Riveiro, Rodríguez, Martín Guerrico, comandantes Joaquín Montaña, Guillermo Rawson, Ricardo Kleine, Tolosa, Saraví, Nadal, Sáenz, Masson, los doctores José María Gutiérrez, Mariano Varela, Luis Varela, Juan Torrent, Aristóbulo del Valle, Dardo Rocha, Carlos Urien, Orma, José María Niño, Bonifacio Lastra, etc.
En tres ocasiones había ocupado una banca en la legislatura provincial y en una de ellas, siendo senador, combatió el proyecto que pretendía promoverlo al generalato por su actuación en la revolución de 1880. Contra la opinión del doctor Lastra, Morales sostuvo que el Senado no podía hacer la promoción y que los sacrificios hechos no merecían tan grande recompensa.
Eduardo Gutiérrez, cronista aunque parcial del movimiento porteño de 1880 decía de Morales que "pocos hombres tan patriotas y dignos como el coronel Morales. Amó su patria sobre todas las cosas, y allí donde se luchó por la libertad y los principios, estuvo siempre a ofrecer el contingente de su sangre generosa, para sostener el imperio de las leyes (...) Si los gobiernos han olvidado sus servicios, ellos están grabados en el corazón del pueblo, que lo ama y lo respeta".
Mitre lo llamó "uno de los jefes más beneméritos que ha servido a la patria".